# Краснослобідська сільська рада
| Краснослобідська сільська рада — колишній орган місцевого самоврядування у Обухівському районі Київської області з адміністративним центром у с. Красна Слобідка. Історична дата утворення: в 1917 році. Водоймища на території, підпорядкованій даній раді: річки Красна, Безименка. Сільській раді були підпорядковані населені пункти: - с. Красна Слобідка - с. Безіменне |

## Склад ради
Рада складалася з 16 депутатів та голови.

### Керівний склад ради
| ПІБ                             | Основні відомості                                                                                    | Дата обрання | Дата звільнення |
| ------------------------------- | --- | ------------ | --------------- |
| Білошапка Володимир Миколайович | Сільський голова, 1958 року народження, освіта, член Соціалістичної партії України                   | 26.03.2006   | 31.10.2010      |
| Білошапка Володимир Миколайович | Сільський голова, 1958 року народження, освіта вища, безпартійний                                    | 31.10.2010   | 25.09.2012      |
| Клименко Петро Григорович       | Сільський голова, 1957 року народження, освіта середня спеціальна, член Комуністичної партії України | 02.06.2013   |                 |

Примітка: таблиця складена за даними джерела